# Det frivillige redningsberedskab Lemvig
Det frivillige redningsberedskab Lemvig har eksisteret i mere end 40 år. Beredskabet er en del af det kommunale redningsberedskab. Det frivillige redningsberedskab Lemvig er en kreds under Beredskabsforbundet. Det som kendetegner organisationen er det store frivillige arbejde,der bliver udført til gavn, ikke bare for den enkelte, men for hele lokalsamfundet.
Det frivillige redningsberedskabs vigtigste opgaver er at sikre forplejning og indkvartering i forbindelse med evakuering af lokalbefolkningen f.eks. i forbindelse med stormflodsvarsel og andre ulykker og katastrofer. Der ud over er beredskabet en del af politiets ordenskorps.
| Beredskabet | Spire Denne artikel om beredskabet er en spire som bør udbygges. Du er velkommen til at hjælpe Wikipedia ved at udvide den. |